# Oktobrister
Oktobrister, eller  17 oktoberförbundet, var ett ryskt liberalkonservativt parti under tsarerans sista år. Det bildades i november 1905 och hade det kort dessförinnan utfärdade Oktobermanifestets genomförande och införande av en konstitutionell monarki som huvudpunkter på programmet. 
Oktobristerna, som leddes av Aleksandr Gutjkov, var det största partiet i den tredje duman 1907-1912. Samarbetet mellan Gutjkov och premiärminister Pjotr Stolypin gav en balans som var unik för perioden och gav upphov till en viss stabilitet samt gjorde det möjligt för tredje duman att uträtta mycket konstruktivt arbete. I valet till den fjärde duman (1912-1917) gick partiet tillbaka men behöll talmannaposten vilken innehades av Michail Rodzianko. Efter februarirevolutionen 1917 ingick Gutjkov i den provisoriska regeringen som krigsminister. Han avgick dock redan i maj och partiet förbjöds efter oktoberrevolutionen samma år.